# Pharaphodius orientalis
Pharaphodius orientalis är en skalbaggsart som beskrevs av Edgar von Harold 1862. Pharaphodius orientalis ingår i släktet Pharaphodius och familjen Aphodiidae. Inga underarter finns listade i Catalogue of Life.